# Península de Hall
La península de Hall (en anglès Hall Peninsula) és una península que es troba a l'extrem sud de l'illa de Baffin, al territori de Nunavut, Canadà. Es troba entre la badia de Frobisher, a l'oest, i la badia Cumberland, a l'est, entre els 62°40'N i els 65°10'W. La península de Hall forma part del bioma de la tundra àrtica. La península de Blunt s'estén al seu extrem sud-est.